# Jacques Trémolin
Cet article possède un paronyme, voir Jacques Trémolet de Villers.
Jacques Méaudre de Sugny, dit Jacques Trémolin, né le 1er novembre 1910 dans le 2e arrondissement de Lyon et mort le 24 janvier 1986 à Bobigny, est un conteur et chroniqueur animalier pour enfants dans les années 1970 (dans Les Visiteurs du mercredi sur TF1), mais également un résistant, préfet de l'Ardèche à la Libération et un responsable politique.

## Biographie

### Le Résistant
Né à Lyon dans une famille aristocratique originaire de la Loire et du nord de l'Ardèche, il est le troisième enfant d'Henri Méaudre de Sugny et de Suzanne de Missolz. Il passe une grande partie de son enfance à Annonay, en Ardèche. À 19 ans, il est employé de banque et à 25 ans, directeur de banque. Trémolin était capitaine de la compagnie France-Navigation. 
À 27 ans, il s'inscrit au Parti communiste français.il ferra connaissance avec le communisme, à l'occasion d'un accident de moto, en 1937, ou il fut soigné à Annonay, puis Marseille, ou il rencontrera le docteur Robert Gauthier, militant communiste, qui lui sauvera une jambe de l'amputation. Trémolin boitera légèrement à la suite de cet accident. Tremolin sera réformé du service militaire, en 1931, à cause des débuts d'une leucémie. Il est un résistant communiste, opposé au nazisme, sous le nom de Loyola (référence à son éducation chez les jésuites). 
Lors de la libération de la ville d’Annonay en juin 1944, il y proclame la République et en est maire jusqu'à la reprise par les Allemands. L'événement survient le 6 Juin 1944, le jour du débarquement des alliés en Normandie. Les résistants Ardéchois vont apprendre la nouvelle dans la soirée du 6 Juin.Les Allemands ne vont quitter le nord de l'Ardèche que vers le 20 Août 1944, en emmenant des otages, et tuant au hasard quelques civils. La plupart des otages seront envoyés au camp de concentration de Ravensbrück, en Allemagne. Un monument, quartier de la gare, commémorera ces événements, à Annonay.Le commandement allié ne voulait pas d'actions de la résistance à Annonay, le 6 Juin 1944, car il redoutait un bain de sang de la part de l'armée Allemande, comme celui de Oradour-sur-Glane, d'autant plus que le débarquement en Provence n'interviendra pas avant la mi-Août 1944. L'important pour les alliés était de repousser au maximum vers le nord-Est de la France, et assez rapidement, les troupes Allemandes, mais Trémolin et les résistants Ardéchois ne vont pas suivre ces ordres des alliés, ce qui causera des morts inutiles chez les civils et les résistants, alors que cette mission pour repousser les Allemands devait se faire par les troupes alliées, très armées. Le 12 août 1944, il devient le premier préfet de l'Ardèche lors de la Libération de Privas par la Résistance. Il le reste jusqu'au 5 septembre 1944. Le débarquement des forces alliées en Provence surviendra le 15 août 1944. Les Allemands vont reprendre le contrôle de la ville d'Annonay, le 19 Juin 1944, et Annonay ne sera libérée que vers le 15 Août 1944. Le 19 Juin 1944, l'épouse et la fille cadette de Trémolin sont capturées par les Allemands, et font parties des otages déportés à Ravensbrück. En 1945, la femme de Trémolin, sera libérée à la libération des camps de concentration, mais la fille cadette de Trémolin décédera en 1945. Tremolin avait déjà perdu une fille, en 1943.      
Dans l'après-guerre, secrétaire de Lucien Monjauvis, préfet de la Loire (1944-1945), chef de cabinet de François Billoux, ministre de l'Économie nationale et ministre de la Reconstruction (1945-1947), secrétaire général à la mairie de Marseille, dirigée par Jean Cristofol, en 1947, il travaille à L’Humanité, dont il est administrateur jusqu'à son exclusion du parti communiste en 1954. Après 1954, il sera déçu par le communisme, surtout en apprenant les crimes de Staline, par exemple, par le rapport Khroutchev, et de Mao Ze Dong, en Chine. Aussi, il n'accepte pas et condamne l'écrasement de la révolte de Budapest, en Hongrie, par l'URSS, en 1956. Il se détourne alors de la politique, pour s'intéresser à la nature, et aux animaux. à la même époque, il se réconcilie avec les membres de sa famille qui étaient à droite, politiquement, avec des idées libérales, ou conservatrices.   

### Le naturaliste
Vers 1970, il devient écrivain et chroniqueur naturaliste sur France Inter sous le nom de Jacques Trémolin. Il est pendant plusieurs années le spécialiste des animaux dans les émissions pour enfants telles que Les Visiteurs du mercredi sur TF1. C'est Frédéric Rossif, réalisateur de documents animaliers qui sera à l'origine du recrutement de Trémolin, en le recommandant à Christophe Izard. Il arrive à trouver les mots, pour raconter des histoires, et être pédagogique, en échangeant avec des enfants, et jeunes adolescents, alors que ce public est souvent considéré comme exigeant, et difficile. Dès lors il est vu et considéré par de nombreuses personnes comme un conteur pédagogue, et marquera cette émission de son passage. En abordant la nature, les animaux, et l'environnement, Tremolin, à l'époque, devient un précurseur des idées écologistes, et de l'écologie.           
Le 24 décembre 1978, TF1 lui confie l'animation de la soirée de Noël Disney : il racontera les animaux, à travers des extraits de films Disney. Par exemple, à partir d'extraits du film Les Aristochats, il racontera la vie sociale des chats. Jacques Tremolin animera une chronique sur les animaux à l'émission pour la jeunesse Les visiteurs du mercredi de janvier 1975 à février 1982.             
Malade, il apparaîtra moins souvent en public à partir de juillet 1983. Le 6 juin 1984, Tremolin sera présent aux commémorations du 40e anniversaire de la libération d'Annonay, le 6 juin 1944 à Annonay, avec des élus et d'anciens résistants, dont Claude Faure, maire RPR d'Annonay, et Régis Perbet, député RPR du Nord Ardèche, qui accueillent Trémolin avec émotion. La même année, il interviendra dans divers établissements scolaires d'Annonay, pour raconter et expliquer ce qu'était la résistance, et évoquer le devoir de mémoire, au moment où Klaus Barbie était interpellé pour être ensuite jugé, en rappelant les sombres années de l'occupation.           
En 1984, l'animateur animalier Allain Bougrain-Dubourg proposera à Jacques Tremolin une rubrique, pour son émission télévisée Terre des bêtes, mais Tremolin déclinera l'offre, du fait de problèmes de santé.            
En 1984, malade de la leucémie, il s'installe au château de Trémolin, avec son épouse et sa fille Françoise. Il écrit le scénario de Sauvage et beau, un documentaire animalier de Frédéric Rossif.                 
Il meurt le 24 janvier 1986. Le 1er avril 1986, la totalité de ses cendres sont épandues au col de l'Escrinet, lieu de sa rencontre avec le général Jean Touzet du Vigier, commandant de la 1re division blindée (Saint-Louis) de la 1re armée de libération. Une stèle en pierre de Volvic, venant du château de Trémolin, rappelle sa mémoire et ses identités successives. Son dernier livre, intitulé Ces bêtes que j'aime, sortira quelques mois après sa mort, en 1986, aux éditions Hachette.

## Œuvres
- L'Atlas des voyages : Belgique, édition Rencontre, 1963
- Voyage au pays des bêtes, édition André Bonne, 1968
- Ce que vous ignorez de votre chien, édition Presse de la Renaissance -  (ISBN 2856160123)
- Mes plus belles histoires d'animaux, Grasset, 1977 -  (ISBN 2246005477)
- Mes nouvelles histoires d'animaux, Grasset, 1978 -  (ISBN 2246006864)
- Des bêtes pas si bêtes, Hachette, 1981 -  (ISBN 2010073932)
- Le monde secret des animaux, Hachette, 1981 -  (ISBN 2010078276)
- Mes plus belles histoires d'animaux, Hachette, 1982 -  (ISBN 978-2246005476)
- Simple histoire de bête : Le chien d'accueil, Hachette -  (ISBN 2010089413)
- Ces bêtes que j'aime, Hachette, 1986 -  (ISBN 2010100352)

En CD (Compacts Radio France)
- Histoires d'animaux : Nos animaux familiers, Grasset/Hachette - 211810HM76
- Histoires d'animaux : La faune africaine, Grasset/Hachette - 211810HM76

## Décoration
- Croix de guerre 1939–1945 avec étoile de vermeil et étoile d'argent (une citation à l'ordre du corps d'armée et une citation à l'ordre de la division)[3]